# Shakila
Ne doit pas être confondu avec Shakira.
Shakila (en persan: شکیلا), née le 3 mai 1962 à Téhéran,  est une vocaliste et maître de la musique iranienne.
Elle a fait des études en musique classique iranienne (de Mahmoud Karimi) et la musique classique occidentale.
En 2005, Shakila a remporté le trophée de l'Académie internationale de la musique iranienne pour sa performance en musique classique moderne.

## Discographie
- 1988 : Kami Baa Man Modaaraa Kon
- 1990 : Gerye Dar Ragbaar
- 1992 : Gheybate Nour
- 1994 : Aakharin Kokab
- 1995 : Ersie Haaye Aatefi
- 1997 : Zabaane Negaah
- 1998 : Ashke Mahtaab
- 1999 : Aavaa
- 2000 : Aansouye Bisou
- 2002 : Jadouye Sokout
- 2007 : Labe Khaamoush
- 2008 : Sholeye Bidar